# Cisza (film 2001)
Cisza – polski film psychologiczny z 2001 roku. Kręcony był od 3 października do 18 listopada 2000.

## Opis fabuły
Lany Poniedziałek 1978 roku. Mały chłopiec Szymon bawiąc się z kolegami doprowadza do wypadku samochodowego. Giną w nim rodzice Magdy. Mijają 23 lata. On jest kolejarzem, ona pracuje w firmie kosmetycznej. Podczas imprezy techno Magda poznaje Szymona.

## Obsada
- Kinga Preis − Magdalena "Mimi"
- Bartosz Opania − Szymon
- Zuzanna Rezner − Magda w dzieciństwie
- Marek Kiemona − Szymon w dzieciństwie
- Ilona Ostrowska − Przyjaciółka Magdy
- Irena Burawska − Babcia Magdy
- Magdalena Kuta − Stanisława
- Laura Konczarek − Ola
- Wojciech Walasik − barman w klubie
- Piotr Kopczyński − szatniarz w klubie
- Wojciech Kalarus − reporter
- Przemysław Rezner − fotograf
- Jolanta Fraszyńska − przyjaciółka Mimi
- Sylwia Juszczak − technomanka
- Jerzy Matula − pracownik na projekcji slajdów

## Inne
Film wyświetlono podczas inauguracyjnego pokazu 1. Festiwalu Filmowego w Sanoku, przemianowanego później na MFF Nowe Horyzonty.